# Plitvička Jezera
Plitvička Jezera (srbsky Плитвичка Језера) je vesnice a stejnojmenná opčina v Chorvatsku v Licko-senjské župě. Nachází se blízko bosenských hranic, asi 29 km jižně od Slunje, 31 km severozápadně od bosenského Bihaće a asi 43 km východně od Otočace. V roce 2011 žilo ve vesnici Plitvička Jezera 315 obyvatel, v celé opčině pak 2 113 obyvatel. Správním střediskem a největší vesnicí opčiny je Korenica.
Na území opčiny se nachází známý národní park Plitvická jezera, prochází zde řeka Korana. Nejvyšší hora je Gola Plješevica, vysoká 1 646 m. Částečně na území opčiny Plitvička Jezera, ale i v Bosně a Hercegovině se nachází vojenský aerodrom Željava. Opčinou procházejí státní silnice D1, D25, D42, D52, D217 a D429.
Součástí opčiny je celkem 41 trvale obydlených vesnic:
- Bjelopolje – 114 obyvatel
- Čanak – 53 obyvatel
- Čujića Krčevina – 8 obyvatel
- Donji Vaganac – 61 obyvatel
- Drakulić Rijeka – 9 obyvatel
- Gornji Vaganac – 125 obyvatel
- Gradina Korenička – 82 obyvatel
- Homoljac – 21 obyvatel
- Jasikovac – 28 obyvatel
- Jezerce – 246 obyvatel
- Kalebovac – 35 obyvatel
- Kapela Korenička – 13 obyvatel
- Kompolje Koreničko – 130 obyvatel
- Končarev Kraj – 1 obyvatel
- Korana – 25 obyvatel
- Korenica – 1 766 obyvatel
- Krbavica – 44 obyvatel
- Ličko Petrovo Selo – 110 obyvatel
- Mihaljevac – 44 obyvatel
- Novo Selo Koreničko – 12 obyvatel
- Oravac – 23 obyvatel
- Plitvica Selo – 44 obyvatel
- Plitvička Jezera – 315 obyvatel
- Plitvički Ljeskovac – 20 obyvatel
- Poljanak – 98 obyvatel
- Ponor Korenički – 3 obyvatelé
- Prijeboj – 12 obyvatel
- Rastovača – 98 obyvatel
- Rešetar – 43 obyvatel
- Rudanovac – 123 obyvatel
- Sertić Poljana – 12 obyvatel
- Smoljanac – 245 obyvatel
- Šeganovac – 10 obyvatel
- Trnavac – 10 obyvatel
- Tuk Bjelopoljski – 15 obyvatel
- Vranovača – 194 obyvatel
- Vrelo Koreničko – 123 obyvatel
- Vrpile – 15 obyvatel
- Zaklopača – 5 obyvatel
- Željava – 38 obyvatel

Nachází se zde též zaniklá vesnice Kozjan. Dříve se zde též nacházely vesnice Deriguz a Plitvica.